# Новакович, Мирьяна
Мирьяна Новакович (серб. Мирјана Новаковић; род. 28 апреля 1966, Белград, Югославия) — сербская писательница, один из виднейших представителей балканского постмодернизма. Обладатель престижных литературных наград, её произведения переведены на многие европейские языки.

## Творчество
Литературным дебютом писательницы стал выпущенный в 1996 году сборник рассказов «Дунайские апокрифы» («Дунавски апокрифи»). В 2000 году свет увидел первый роман Новакович «Страх и его слуга» («Страх и његов слуга»). Основанный на реальных событиях, якобы исторический, роман о сербских вампирах обновил, по мнению критиков, каноны европейского постмодернизма и стал настоящим событием в мире интеллектуальной прозы. Книга стала бестселлером и была номинирована на Премию журнала НИН, самую престижную литературную награду Сербии. Для того, чтобы стать лауреатом, писательнице не хватило одного голоса в финальном голосовании жюри. В последующие годы «Страх и его слуга» выдержал несколько изданий, став самым продаваемым сербским романом 2000-х годов.
«Johann’s 501», второй роман писательницы, написанный на сей раз в жанре альтернативной фантастики, был опубликован в 2005 году. Книга была встречена более прохладно, однако получила Премию Лазара Комарчича за лучший фантастический роман года. В 2011 году на прилавках магазинов появился третий роман Мирьяны Новакович, политический триллер «Тито мёртв» («Тито је умро»). Роман стал бестселлером и вошёл в шорт-лист премии журнала НИН. Книга также была номинирована на международную награду «Балканика», едва не сделав Новакович победительницей: по результатам голосования роман занял второе место.

## Оценки творчества
Обозреватель «The Quarterly Conversation» Дэмиан Келлехер охарактеризовал роман «Страх и его слуга» как «книгу о прелестях и ужасах неприкрытой правды, о схватке Света и Тьмы и о страшном мире, которому так нужен Дьявол — об охоте на вампиров, о шествиях по туннелю имперского водопровода — роман, богатый духом Истории, полный странных намеков и проклятых вопросов».
Говоря об этой же книге, сербский писатель Джордже Баич отметил, что «смешивая историческое и мистическое, реальное и фантастическое, писательница создала настоящий интеллектуальный шедевр, далеко раздвигающий границы жанров».
В рецензии известного критика Теофила Панчича в еженедельнике «Время» говорится, что «„Страх и его слуга“ мало напоминает нынешний книжный фаст-фуд. На неполных трехстах книжных страницах Новакович разворачивает мастерски написанную вампирскую историю. Это рассказ, насыщенный идеями, смыслами и отнюдь не целомудренный — рассказ о том, что случилась где-то на вечно мрачных Балканах, в котором фэнтези и литература ужасов смешивается с богатой постмодернистской игрой — рассказ, где автор — переворачивая исторические события с ног на голову — водит читателя за нос с мягкой улыбкой».
Высоко оценил книгу и критик Деян Огнянович: «…речь идет о безусловно великолепной — интеллектуальной, остроумной, смешной, вдохновляющей — литературе, жанровой и нежанровой в одно и то же время. Её чтение доставляет огромное удовольствие (даже если финал придется не каждому по душе). Искренне рекомендую».
Роман «Тито мертв» был назван книжным обозревателем Владимиром Арсеничем буквально «очень хорошей книгой». Критик отметил, что «несмотря на постоянное соскальзывание с жанровых рельсов, новый роман Мирьяны Новакович — это настоящий политический триллер». Роман, по мнению Арсенича, «поставил точный диагноз умирающему обществу, неспособному порвать с предопределенностью пути и роли свой страны, Сербии, где перемены скатываются в диктатуру и кастовость. Каждый знает, кто займет место парии, а кто — кшатрия, только для правды здесь места нет».

## Награды и номинации
- Страх и его слуга — награда «Исидора Секулич», номинация на Премию журнала НИН за 2001 г.;
- Johann’s 501 — награда Лазара Комарчича, номинация на Премию журнала НИН за 2005 г.;
- Тито мертв — номинация на Премию журнала НИН; номинация на международную награду Балканика за 2012 г.